# Jan Frans Vonck

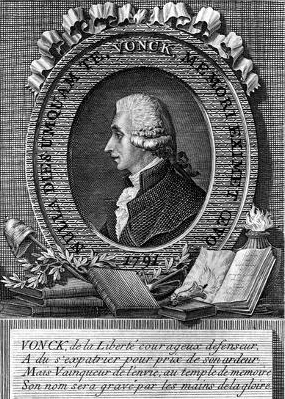
Jan Frans Vonck (1791)

Johannes Franciscus Vonck (Baardegem, 29 november 1743 - Rijsel, 1 december 1792) was jurist en een van de leiders van de Brabantse Omwenteling in 1789-1790. Uit deze omwenteling ontstonden in januari 1790 de Verenigde Nederlandse Staten. Vonck leidde de fractie van de vonckisten. Deze lieten zich inspireren door de Franse Revolutie en bepleitten de afschaffing van het op privileges gebaseerde feodale bestuur ten gunste van een centralistischer bestuur. 

## Jeugd
Jan Frans Vonck was zoon van een welgesteld boerenechtpaar, Jan Vonck en Elisabeth van Nuffel. Hij had een broer die later priester werd, Benedictus Hieronymus Vonck, en drie zusters: Maria Anna Josepha, Anna Margaretha en Maria Theresia.
Zijn humaniora volgde Vonck bij de jezuïeten in Brussel. Daarna ging hij naar het gymnasium in Geel. Vanaf 24 januari 1763 studeerde hij rechten in Leuven, aan het college "De Valk". Na zijn afstuderen werd hij een succesvolle advocaat.

## Brabantse Omwenteling
Vanaf einde 1787-begin 1788 verzamelde hij regelmatig - meestal bij hem thuis - een groep advocaten, waaronder Pieter Emmanuel de Lausnay, Jan Baptist Verlooy, Martinus J.F. De Brouwer en Willem Willems. Er is weinig twijfel aan dat zij in het Nederlands vergaderden. In het voorjaar van 1789 werd hij lid van Verlooy's geheim genootschap "Pro aris et focis" (vrij vertaald "voor outer en heerd"), waarin een opstand tegen de keizer werd voorbereid. Pro Aris et Focis verspreidde een vlugschrift van Verlooy. De Brusselse balie heeft overigens over het algemeen een grote rol gespeeld in de Brabantse omwenteling van 1789. 
Vonck verzocht Pieter Emmanuel de Lausnay om contact te zoeken met kolonel (later luitenant-generaal) Jan Andries vander Mersch om hem te overtuigen mee te werken. De Lausnay contacteerde deze via de Gentse advocaat Jan Jozef Raepsaet. Dit leidde tot de bekende ontmoeting tussen Vonck en Vander Mersch in de pastorij van Bekkerzeel op 30 oogst 1789. Het is onder leiding van Vander Mersch dat de Brabantse opstandelingen de Oostenrijkers versloegen bij Turnhout op 27 oktober 1789.
In de Brabantse Omwenteling werkte Vonck oorspronkelijk samen met Hendrik van der Noot en diens partij van de statisten. Vonck vluchtte als priester vermomd naar diens hoofdkwartier en trad met zijn factie toe tot het Comité van Breda. In de loop van de omwenteling werd Van der Noot de tegenspeler van Vonck, omdat Van der Noot streefde naar het herstel van de oude privileges zoals de Blijde Inkomst. Vonck daarentegen streefde onder invloed van de ontwikkelingen in Frankrijk naar minder privileges. Hij pleitte voor meer democratie en een scheiding tussen de wetgevende macht, de uitvoerende macht en de rechterlijke macht. 
Zijn ideeën beschreef Vonck in de in januari 1790 verschenen Considérations impartiales sur l'état actuel du Brabant . Vonck wilde wel hervormingen, maar dan binnen de bestaande structuren, dus niet met een Assemblée Nationale zoals die was ingesteld bij de Franse Revolutie. De vertegenwoordiging van de drie standen in de Statenvergadering, geestelijkheid, adel en burgerij, wilde Vonck uitbreiden. De geestelijkheid moest worden uitgebreid met seculiere vertegenwoordigers, en de adel moest ook worden uitgebreid. De vertegenwoordiging van de derde stand, de burgerij, die bestond uit patriciërs, moest volgens Vonck worden uitgebreid met de hogere middenklasse.
Van der Noot wilde de voorrechten van de adel en de Kerk grotendeels bewaren. Hij beschouwde Vonck als een gevaar en begon hem, net zoals zijn andere tegenstanders te vervolgen. Het huis van Vonck werd geplunderd. Op 17 maart 1790 moest Vonck in Brussel onderduiken. Samen met enkele medestanders vertrok hij naar Frankrijk, meer bepaald naar Rijsel. Hij had inmiddels een paspoort onder de naam Van Nuffel, de naam van zijn moeder. In Rijsel vertaalde hij zijn Considerations in Onzeydige Aenmerkingen over den tegenwoordige gesteltenis van Brabant .
Hij voegde er een Kort Historisch verhael tot inleyding uytgegeven door den advocaat Vonck aan toe. Kort daarna overleed hij.

## De muts van Vonck
Vonck werd begraven in zijn geboortedorp Baardegem bij Aalst, waar men veel later toevallig zijn graf terugvond. In 1923 stootte de grafmaker er tijdens graafwerken op een loden kist. In die kist vond men het skelet van Vonck, een pruik en een vrij goed bewaarde slaapmuts. Op zijn graf staat sindsdien een monument.
Bij testament deed hij onder meer schenkingen aan de armen van de gemeente en gaf hij opdracht tot stichting van een studiebeurs, die nog steeds bestaat en wordt beheerd door de provincie Oost-Vlaanderen.  
Citaat van Herman Crabbe, inwoner van Baardegem en amateurhistoricus: "De beurs van Vonck was een stichting. Voor zijn dood had Vonck een som geld geplaatst om er in de toekomst minder begoede (arme) maar beloftevolle leerlingen uit Baardegem te sponsoren in hun studies. Die beurs heeft het een tijd uitgehouden en er is herhaaldelijk beroep op gedaan. De laatste leerling die hiervan gebruik heeft gemaakt, ken ik en is nog in leven. Fatsoen dwingt mij zijn naam niet te noemen. De 'bezze va Voenck' bestaat nu enkel nog administratief " (28.08.2022)
Zijn aanhanger en boezemvriend Jan Baptist Verlooy, eveneens advocaat in Brussel, schreef in 1788 een Verhandeling op d'onacht der moederlycke tael, het eerste levensteken van de Vlaamse Beweging: een pleidooi voor de taal, maar ook voor vrijheid en democratie.